# Irmena Čičikova
Irmena Čičikova (Ирмена Чичикова), bolgarska igralka v gledališču, televiziji in filmu, * 22. maj 1984, Plovdiv, Bolgarija.
Odraščala je v Plovdivu, kjer je obiskovala francosko jezikovno srednjo šolo »Antoine de Saint Exupéry«, ki jo je leta 2003 končala, preden se je preselila v Sofijo v Bolgariji, da bi dokončala izobraževanje na Nacionalni akademiji za gledališče in filmsko umetnost Krastyo Sarafov. Po diplomi leta 2008 je postala redna svobodna igralka. 

## Film
Leta 2010 je Čičikova nastopila v svojem prvem celovečernem filmu Steklena reka (2010). Njena prva glavna vloga je bila leta 2012 film, ko je skupaj z Janet Spassovo upodobila dve ženski po imenu Yura in Adriana, v filmu Petra Popzlateva Jaz sem ti (2012). Konec istega leta je začela snemati Viktoria (2014) in Sound Hunters (2015), prvi je bil leta 2014 izbran za svetovno premiero v uradnem svetovnem tekmovanju na filmskem festivalu Sundance. Film Viktoria je postavljen v Bolgarijo v času padca komunizma, meša satiro, nadrealizem in dramo.  Čičikova igra knjižničarko Boryano, ki nehote postane mati hčerke Viktorie, ki nima popkovine in tako povzroči takojšnjo pozornost države, kar njeni družini prepreči beg iz države. Viktoria tako odrašča kot medijski otrok z direktno telefonsko linijo s predsednikov države, a brez jasnega pogleda na svet, saj se knjižničarka Borjana večji del filma zaletava v staro komunistično matrono, ki sploh ne priznava sprememb in pritiska na svojo hčer. Tako hčer brez popka zaradi stresa ni deležna niti mleka svoje mame. Zgodba odmeva s socialnim in kulturnim prehodom iz komunizma v demokracijo ter čustvenim potovanjem od sovraštva do ljubezni. Viktoria tako doživi razumevanje svojega očeta, a je prisiljena odrezati telefonsko žico do svojega predsednika, ki na nek način nadomesti medijskem otroku popkovino. 
Film Ti si jaz je govor o ostareli ženski, ki na koncu svojega življenja razlaga, da je morebiti kriva za samomor svojega ljubimca. To razlaga mlademu dekletu, a njune zgodbe so bolj prepletene, kot si mislijo.
Zadnji film Dotikaj me ne, se loteva tematike spolnosti.
Čičikova je od diplome leta 2008 nastopila v številnih odrskih produkcijah. Nekatere pomembnejše vključujejo Umetnost pometanja pod preprogo (2008 - predelava Prizorov iz zakonskega življenja), Nirvana (2009), Obiskovanje očeta (2011) in Lov na race (2012).